# Clerodendrum aucubifolium
Clerodendrum aucubifolium là một loài thực vật có hoa trong họ Hoa môi. Loài này được Hemsl. mô tả khoa học đầu tiên năm 1894.